# Acacia octonervia
Acacia octonervia är en ärtväxtart som beskrevs av Richard Sumner Cowan och Bruce R. Maslin. Acacia octonervia ingår i släktet akacior, och familjen ärtväxter. IUCN kategoriserar arten globalt som sårbar. Inga underarter finns listade i Catalogue of Life.